# Aïn Chouhada
Aïn Chouhada (în arabă عين الشھداء) este o comună din provincia Djelfa, Algeria.
Populația comunei este de 4.549 de locuitori (2008).